# Endospora
Endospora je biologický termín označující asexuálně vzniklé klidové stadium s funkcí propagule.[zdroj?] Přesný význam tohoto pojmu není v různých odvětvích biologie zabývající se životními cykly organismů zcela jednotný. Pojem endospora se objevuje v odborné terminologii např. bakteriologie, protozoologie, nebo mykologie.[zdroj?] Každá ze jmenovaných disciplín přirozeně endosporou míní jiný konkrétní objekt.
Společnými znaky všech endospor jsou tyto: vznik prostřednictvím vegetativního rozmnožování, schopnost přetrvat nepříznivé podmínky prostředí a v případě potřeby dát vznik novému jedinci schopnému reprodukce.[zdroj?]